# Poliantocarp

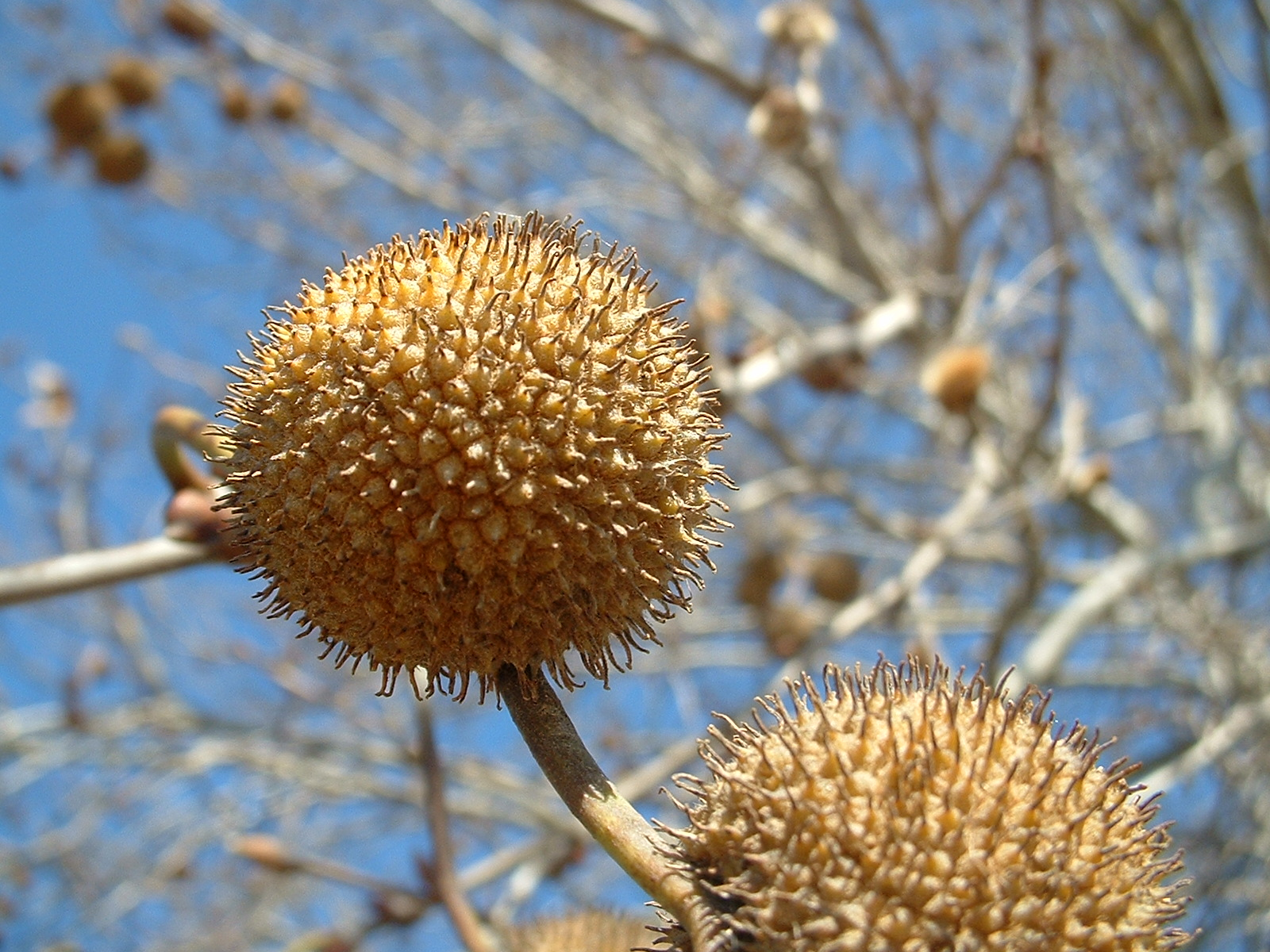
Poliantocarp de Platanus

Un poliantocarp és una infructescència globosa formada per un agregat d'aquenis o núcules.